# .577 Nitro Express
.577 Nitro Express (.577 Нитроэкспресс, .577 NE) — сверхмощный охотничий патрон.

## История
Доподлинно неизвестно, какая именно из ведущих британских оружейных фирм разработала этот патрон, это могли быть, например, Holland & Holland или James Purdey. Известно, что изначально, в 1880-е годы, существовал патрон калибра .577 (то есть 0,577 дюйма, хотя настоящий калибр — 0,585 дюйма, то есть 14,9 мм) на дымном порохе с длиной гильзы 3 дюйма (76 мм). Затем гильза его была укорочена до 70 мм, а вместо дымного начал использоваться быстрогорящий нитроглицериновый порох, кордит. Тогда патрон и получил название «нитроэкспресс» — так на рубеже XIX и XX веков назывались патроны с нитроглицериновым порохом.
Патрон был создан во время повышенного спроса на боеприпасы сверхвысокой мощности для охоты на слонов. Его очень высокая, по сравнению с патронами старого поколения, мощность, сразу привлекла внимание любителей сафари и профессиональных охотников.

## Особенности и применение
Патрон .577 Nitro Express имеет цилиндрическую гильзу со слабой конусностью, с фланцем. Он использовался в штуцерах.
Этот патрон существует в двух вариантах — .577 Nitro Express 3" и .577 Nitro Express 2¾", с длиной гильзы 76 и 70 мм, соответственно. Он снаряжается небольшим числом типов пуль, весом 750 гран (48,6 г). Имея скорость примерно 550…625 м/с, пуля обладает энергией в пределах 8…9 кДж. Такая мощность позволяет надёжно, с первого выстрела поражать крупных слонов и носорогов. Недаром .577 Nitro Express был практически стандартным патроном охотников-профессионалов на рубеже веков. Им можно бить и всех остальных представителей «большой пятёрки».
Отдача при стрельбе этим патроном чрезвычайно велика, хотя и слабее, чем, например, у патрона .600 Nitro Express. Для большинства стрелков она представляет серьёзное физическое испытание. Оружие под патрон .577 Nitro Express — тяжёлые, по 6-7 кг, «африканские штуцеры».
В настоящее время этот патрон практически утратил позиции, уступив более современным боеприпасам. Причина, видимо, в том, что соотношение «мощность-отдача» у него явно имеет перекос в сторону отдачи. Другие виды патронов подобного класса обладают либо большей поражающей способностью, либо, при практически равной поражающей способности, дают меньшую отдачу (например, .470 Nitro Express или .458 Winchester Magnum). Тем не менее, .577 Nitro Express с 76-мм гильзой ещё производится в ограниченном количестве некоторыми фирмами, традиционно специализирующимися на боеприпасах для охоты на «большую пятёрку»; вариант с 70-мм гильзой выпускается по заказу. Для любителей ручного снаряжения предлагается выбор современных пуль.
Оружие под .577 Nitro Express делается по индивидуальному заказу.